# Göttinger Nachrichten
Die Göttinger Nachrichten waren das lokale Parteiorgan der NSDAP in Göttingen und Südniedersachsen.
Die Zeitung erschien erstmals im Mai 1933 als Beilage der regionalen Niedersächsischen Tageszeitung. Nach der erzwungenen Übergabe der Druckerei und der Redaktionsräume des sozialdemokratischen Volksblattes konnten die Göttinger Nachrichten im Oktober 1933 selbständig erscheinen, verblieben aber weiterhin im Verlag Niedersächsischer Beobachter. Die Auflage bis zum Kriegsbeginn betrug um die 15.000 verkaufte Exemplare. Nach Kriegsbeginn wurden die Göttinger Nachrichten mit anderen lokalen Parteizeitungen aus Südniedersachsen zur Südhannoverschen Zeitung zusammengelegt.
In der zweiten Hälfte des 19. Jahrhunderts (und wohl auch später) wurden die Nachrichten von der Königlichen Gesellschaft der Wissenschaften zu Göttingen von den Wissenschaftlern informell oft als Göttinger Nachrichten abgekürzt.